# Scytodes schultzei
Espèce
Scytodes schultzei est une espèce d'araignées aranéomorphes de la famille des Scytodidae.

## Distribution
Cette espèce est endémique du Cap-du-Nord en Afrique du Sud. Elle se rencontre vers Steinkopf.

## Description
Les femelles mesurent de 5 à 6 mm.

## Étymologie
Cette espèce est nommée en l'honneur de Leonhard Schultze-Jena.

## Publication originale
- Purcell, 1908 : Araneae. Forschungsreise in Südafrika, 1(2). Denkschriften der Medicinisch-Naturwissenschaftlichen Gesellschaft zu Jena, vol. 13, p. 203-246 (texte intégral).